# Sesarma
Sesarma is een geslacht van kreeftachtigen uit de klasse van de Malacostraca (hogere kreeftachtigen).

## Soorten
- Sesarma aequatoriale Ortmann, 1894
- Sesarma angolense Brito Capello, 1864
- Sesarma ayatum Schubart, Reimer & Diesel, 1998
- Sesarma bidentatum Benedict, 1892
- Sesarma boulengeri Calman, 1920
- Sesarma buettikoferi de Man, 1883
- Sesarma cookei Hartnoll, 1971
- Sesarma crassimanum de Man, 1887
- Sesarma crassipes Cano, 1889
- Sesarma curacaoense de Man, 1892
- Sesarma dehaani H. Milne Edwards, 1853
- Sesarma dolphinum Reimer, Schubart & Diesel, 1998
- Sesarma fossarum Schubart, Reimer, Diesel & Türkay, 1997
- Sesarma jarvisi Rathbun, 1914
- Sesarma johorense Tweedie, 1940
- Sesarma meridies Schubart & Koller, 2005
- Sesarma neglectum de Man, 1887
- Sesarma obtusifrons Dana, 1851
- Sesarma ortmanni Crosnier, 1965
- Sesarma rectum Randall, 1840
- Sesarma reticulatum (Say, 1817)
- Sesarma rhizophorae Rathbun, 1906
- Sesarma rubinofforum Abele, 1973
- Sesarma sinensis H. Milne Edwards, 1853
- Sesarma sulcatum Smith, 1870
- Sesarma trapezoideum H. Milne Edwards, 1837
- Sesarma verleyi Rathbun, 1914
- Sesarma weberi de Man, 1892
- Sesarma windsor Türkay & Diesel, 1994